# Iván Aledo
Iván González Aledo (Cartagena, 1951-Madrid, 5 de junio de 2020) fue un montador y editor de cine español, ganador de dos Goya al mejor montaje y miembro de la Academia de las Artes y las Ciencias Cinematográficas de España desde 1996.

## Trayectoria
Empezó la edición de cine trabajando desde el 1978 en el docudrama de TVE Vivir cada día. Allí coincidió con Javier Maqua, con quién hizo el 1981 su primer montaje de un largometraje en Tú estás loco Briones. No volvería al cine hasta 1987 con Ander eta Yul. Desde el 1996 trabajó con Julio Médem, encargándose del montaje de Tierra, Los amantes del Círculo Polar, por la que el 1998 ganó la Medalla del Círculo de Escritores Cinematográficos al mejor montaje y el Goya al mejor montaje. Con Lucía y lo sexo,  fue nominado nuevamente a al Goya . El 2003 ganó un nuevo Goya  por su trabajo en La gran aventura de Mortadelo y Filemón. También fue nominado a los Goya por su trabajo en Incautos (2004), El método (2005), Los Borgia (2006) y Mortadelo y Filemón. Misión: Salvar la Tierra (2008).
Desde 2008 se dedicó a la docencia en l'ESCAC y el TAI. También trabajó en televisión en las miniseries Días sin luz y Marisol (2009), y algunos episodios de Doctor Mateo, Tarancón. El quinto mandamiento (2010), La fuga (2012), El Príncipe (2014), El Caso. Crónica de sucesos (2016)
Falleció en Madrid a los 68 años, tras ser hospitalizado por segunda vez por la COVID-19.

## Filmografía
- Vivir cada día (televisión, 1978)
- Tú estás loco Briones (1981)
- Mientras haya luz (1987)
- Ander eta Yul (1987)
- El invierno en Lisboa (1991)
- Los peores años de nuestra vida (1994)
- Todo es mentira (1994)
- La ley de la frontera (1995)
- Tierra (1996)
- Un cos al bosc (1996)
- El tiempo de la felicidad (1997)
- Carreteras secundarias (1997)
- Los amantes del Círculo Polar (1998)
- París-Tomboctú (1999)
- El corazón del guerrero (1999)
- El arte de morir (2000)
- Lucía y el sexo (2001)
- La gran aventura de Mortadelo y Filemón (2003)
- Incautos (2004)
- El asombroso mundo de Borjamari y Pocholo (2004)
- Semen, una historia de amor (2005)
- El método (2005)
- Cándida (2006)
- Los Borgia (2006)
- Ladrones (2007)
- Mortadelo y Filemón. Misión: Salvar la Tierra (2008)
- Capitán Trueno y el Santo Grial (2011)
- Wilaya (2012)
- Guadalquivir (película documental) (2013)
- The Last Lost Kingdom (2014)
- The Leftlovers (2014)
- El faro de las orcas (2016)
- Cantábrico (película) (2017)
- Una ventana al mar (2019)